# 木更津グラフィティ
『木更津グラフィティ』（きさらづぐらふぃてぃ）は、2010年9月15日に発売された氣志團の6thアルバム。

## 概要
- 前作から約3年振りのオリジナルアルバム。綾小路翔が手掛けるDVDドラマ『木更津グラフィティ』の挿入歌やアニメ主題歌などタイアップ曲が多数収録されている。

## 収録曲
1. Rock'n'Roll Graffiti
  - 作詞・作曲：綾小路翔

『クローズ＆WORST』トリビュートソング
2. Baby Baby Baby
  - 作詞：綾小路翔/作曲：西園寺瞳

TBS系列プロ野球中継『ザ・プロ野球』テーマソング
3. 木更津サリー
  - 作詞・作曲：綾小路翔

地域密着型トレンディドラマ『木更津グラフィティ』主題歌
4. Never Ending Summer
  - 作詞・作曲：綾小路翔

地域密着型トレンディドラマ『木更津グラフィティ』挿入歌
5. 愛してナイト！
  - 作詞・作曲：綾小路翔

Bee TVマンガ『行け!稲中卓球部』主題歌、地域密着型トレンディドラマ『木更津グラフィティ』挿入歌
6. 房総与太郎組曲 〜Quarrel Bomber〜
  - 作詞：綾小路翔/作曲：綾小路翔と星グランマニエ
7. 好きにならずにいられない
  - 作詞・作曲：綾小路翔

地域密着型トレンディドラマ『木更津グラフィティ』挿入歌
8. おまえだったんだ
  - 作詞：綾小路翔/作曲：星グランマニエ

テレビ東京系アニメ『NARUTO -ナルト- 疾風伝』エンディング・テーマ（2009年10月8日 - 2009年12月24日放送分）
9. うすぴた
  - 作詞・作曲：白鳥松竹梅
10. 拳の中のロックンロール
  - 作詞：綾小路翔/作曲：星グランマニエ

スパイク『喧嘩番長4 一年戦争』TV-CMソング
11. さよなら世界
  - 作詞・作曲：綾小路翔

テレビ東京系アニメ『NARUTO -ナルト- 少年篇』オープニング・テーマ
12. オレたち
  - 作詞・作曲：綾小路翔

Bee TVドラマ『ひだまりの場所 ～初恋～』主題歌